# باريراس
باريراس هي بلدية في البرازيل، تتبع باهيا، بلغ عدد سكانها 131٬849  نسمة، في 2000، تبلغ مساحتها 7٬895٫241 كيلومتر مربع، رمزها البريدي هو 47800.

## الموقع
تشترك في الحدود مع:
- Luís Eduardo Magalhães [الإنجليزية]‏
- بايانوبوليس
- Angical [الإنجليزية]‏
- كاتولانديا
- Riachão das Neves [الإنجليزية]‏.